# Piave
Rijeka Piave, u hrvatskoj literaturi također Plava, je 220 km duga rijeka u sjevernoj Italiji, koja teče od svog izvora kod poznatog skijališta Sappada u Karnijskim Alpama, u ravnice Veneta prema jugozapadu. Rijeka uvire u Jadransko more kod ljetovališta Jesolo.
Godine 1809., rijeka Piave bila je pozornica Prve bitke na Piavi za vrijeme Napoleonskih ratova, u kojem su združene francusko-talijanske snage pobijedile austrijsku vojsku.
Posljednje godine Prvog svjetskog rata 1918., rijeka Piave je bila ponovno pozornica velike Druge bitke na Piavi, posljednjeg velikog napada austro-ugarske vojske na talijanskom bojištu, koji unatoč velikim ljudskim gubicima od 200 000 poginulih nije uspio. Bitka kod rijeke Piave bila je odlučujuća bitka Prvog svjetskog rata na talijanskom bojištu. Zbog toga Talijani rijeku Piave zovu Sacro Fiume alla Patria (Sveta Rijeka Domovine).

## Vanjske poveznice
- Komitet za zaštitu rijeke Piave
- Muzej splavara rijeke Piave